# Stan Ridgway
Stan Ridgway (Barstow, 5 de abril de 1954) é um músico multi-instrumentista, compositor e intérprete Americano, nascido no dia 5 de Abril de 1954 em Barstow, Califórnia. Entre os anos 1977 e 1983 foi vocalista da banda Wall of Voodoo.